# Череменка (приток Оредежа)
Череменка — река в России, протекает по территории Лужского района Ленинградской области. Устье реки находится по правому берегу реки Оредеж. Длина реки составляет 22 км. Берёт начало из болота Мшинского.
Некоторые источники считают Череменку правым притоком реки Руденка.
Гидроним «Череменка» известен не менее двух веков. В те времена на левом берегу раполагалось поселение Черемна.

## Притоки
По порядку от устья:
- Руденка (лв)[5][10]
- Моглогость (пр)[7]
- Пронин (пр)[6]

## Данные водного реестра
По данным государственного водного реестра России относится к Балтийскому бассейновому округу, водохозяйственный участок реки — Луга. Относится к речному бассейну реки Нарва (российская часть бассейна).
Код объекта в государственном водном реестре — 01030000512102000025958.